# Linea Meitetsu Inuyama
La linea Meitetsu Inuyama  (名鉄犬山線本線?, Meitetsu Inuyama-sen) è una ferrovia suburbana a scartamento ridotto che unisce le città di Kiyosu e Kakamigahara, la prima nella prefettura di Aichi, e la seconda in quella di Gifu, passando per Inuyama (dalla quale prende il nome) in Giappone. La linea, di 26,8 km è elettrificata e interamente a doppio binario. Al 2004 la linea aveva una frequentazione media di 75.000 passeggeri.

## Servizi
Sulla linea circolano, oltre ai treni locali, diversi tipi di espressi e rapidi, molti dei quali si innestano su altre linee (come la linea principale Meitetsu fino alla stazione di Nagoya).
Le abbreviazioni sono a fini pratici per la lettura della tabella sottostante:
L: Locale (普通?, Futsū)
SE: Semiespresso (準急?, Junkyū)
EX: Espresso (急行?, Kyūkō)
ER: Espresso Rapido (快速急行?, Kaisoku Kyūkō)
EL: Espresso Limitato (特急?, Tokkyū)
XR: Espresso Limitato Rapido (快速特急?, Kaisoku Tokkyū)
MS: Espresso Limitato μSky (ミュースカイ?, Myū-Sukai)

## Stazioni
- Tutte le stazioni si trovano nella prefettura di Aichi.
- Alcuni treni cambiano tipologia durante il percorso
- I treni locali fermano in tutte le stazioni

Legenda
●: tutti i treni fermani; ▲: alcuni treni fermano; ▼: Ferma solo un treno durante i giorni feriali; ｜: Tutti i treni passano
Binari ∥: doppio binario; ∨: da qui binario singolo △: fine della sezione a binario singolo
| Stazione                | Giapponese       | Distanza Interst. | Distanza totale | SE | EX | ER | EL | XR | MS | Collegamenti                                                      | Posizione         | Posizione         |
| ----------------------- | ---------------- | ----------------- | --------------- | -- | -- | -- | -- | -- | -- | ----------------------------------------------------------------- | ----------------- | ----------------- |
| Raccordo di Biwajima    | 枇杷島分岐点     | -                 | (0.0)           | ｜ | ｜ | ｜ | ｜ | ｜ | ｜ | ■ Linea Meitetsu Nagoya principale                                | Aichi             | Kiyosu            |
| Semaforo di Shimo-Otai  | 下砂杁信号場     | -                 | (0.2)           | ｜ | ｜ | ｜ | ｜ | ｜ | ｜ |                                                                   | Aichi             | Kiyosu            |
| Shimo-Otai              | 下小田井         | 1.0               | 1.0             | ｜ | ▲  | ｜ | ｜ | ｜ | ｜ |                                                                   | Aichi             | Kiyosu            |
| Naka-Otai               | 中小田井         | 1.4               | 2.4             | ｜ | ▲  | ｜ | ｜ | ｜ | ｜ |                                                                   | Aichi             | Nagoya Nishi-ku   |
| Kami-Otai               | 上小田井         | 1.1               | 3.5             | ●  | ●  | ●  | ｜ | ｜ | ｜ | Linea Tsurumai (T01) ■ Linea Jōhoku (Otai)                        | Aichi             | Nagoya Nishi-ku   |
| Nishiharu               | 西春             | 2.4               | 5.9             | ●  | ●  | ●  | ｜ | ｜ | ｜ |                                                                   | Aichi             | Kitanagoya        |
| Tokushige-Nagoya Geidai | 徳重・名古屋芸大 | 1.4               | 7.3             | ｜ | ｜ | ｜ | ｜ | ｜ | ｜ |                                                                   | Aichi             | Kitanagoya        |
| Taisanji                | 大山寺           | 0.8               | 8.1             | ｜ | ｜ | ｜ | ｜ | ｜ | ｜ |                                                                   | Aichi             | Iwakura           |
| Iwakura                 | 岩倉             | 1.6               | 9.7             | ●  | ●  | ●  | ●  | ●  | ●  |                                                                   | Aichi             | Iwakura           |
| Ishibotoke              | 石仏             | 2.1               | 11.8            | ●  | ｜ | ｜ | ｜ | ｜ | ｜ |                                                                   | Aichi             | Iwakura           |
| Hotei                   | 布袋             | 2.4               | 14.2            | ●  | ●  | ●  | ｜ | ｜ | ｜ |                                                                   | Aichi             | Kōnan             |
| Kōnan                   | 江南             | 2.0               | 16.2            | ●  | ●  | ●  | ●  | ●  | ●  |                                                                   | Aichi             | Kōnan             |
| Kashiwamori             | 柏森             | 2.8               | 19.0            | ●  | ●  | ●  | ●  | ●  | ▲  |                                                                   | Aichi             | Fusō Tamba        |
| Fusō                    | 扶桑             | 2.2               | 21.2            | ●  | ●  | ●  | ｜ | ｜ | ｜ |                                                                   | Aichi             | Fusō Tamba        |
| Kotsuyōsui              | 木津用水         | 1.4               | 22.6            | ●  | ｜ | ｜ | ｜ | ｜ | ｜ |                                                                   | Aichi             | Fusō Tamba        |
| Inuyamaguchi            | 犬山口           | 1.4               | 24.0            | ●  | ｜ | ｜ | ｜ | ｜ | ｜ |                                                                   | Aichi             | Inuyama           |
| Inuyama                 | 犬山             | 0.9               | 24.9            | ●  | ●  | ●  | ●  | ●  | ●  | ■ Linea Meitetsu Komaki ■ Linea Meitetsu Hiromi                   | Aichi             | Inuyama           |
| Inuyama-Yūen            | 犬山遊園         | 1.2               | 26.1            | ●  | ●  | ●  | ●  | ●  | ●  |                                                                   | Aichi             | Inuyama           |
| Shin-Unuma              | 新鵜沼           | 0.7               | 26.8            | ●  | ●  | ●  | ●  | ●  | ●  | ■ Linea Meitetsu Kakamigahara ■ Linea principale Takayama (Unuma) | Kakamigahara Gifu | Kakamigahara Gifu |